# 30-та дивізія підводних човнів (Імперський флот)
30-та дивізія підводних човнів (Імперський флот) — підрозділ Імперського флоту Японії, кораблі якого взяли участь у Другій світовій війні.
До дивізії входили великі підводні човни типу KD6 — I-68, I-69 та I-70, завершені будівництвом у 1932 році. Після формування 30-та дивізія короткий час належала до військово-морських округів Куре та Сасебо, а 1 грудня 1932-го була включена до 1-ї ескадри підводних човнів. Напередодні війни цю ескадру переозброїли новітніми крейсерськими підводними човнами, так що станом на листопад 1941-го 30-та дивізія вже належала до 5-ї ескадри підводних човнів.
29 серпня 1940-го під час проведення флотських навчань І-67 загинув разом зі всім екіпажем, так що дивізія вступила у війну лише з двома кораблями.
5 грудня 1941-го, за кілька діб до відкриття бойових дій, човни 30-ї дивізії вирушили з порту Самах (острів Хайнань) до визначених їм районів у Південнокитайському морі, де разом з кораблями інших підрозділів мали сформувати патрульну лінію поблизу півострова Малакка, на який уже 8 грудня (тобто в день нападу на Перл-Гарбор — тільки останній відбувся по інший бік лінії зміни дат) висадились японські десанти. 9 грудня з І-65 виявили два британські лінкори, про що повідомили командуванню. Ця інформація допомогла організувати повітряну атаку, яка завершилась потопленням зазначених кораблів. Що стосується безпосередніх перемог підводних човнів, то І-66 зміг під час цього походу потопити нідерландський підводний човен K XVI. 27 грудня кораблі дивізії завершили похід у бухті Камрань (центральна частина узбережжя В'єтнаму).
Протягом січня — лютого 1942-го човни 30-ї дивізії здійснили по два походи для дій на ворожих комунікаціях в Індійському океані, при цьому під час першого з них вони вийшли до океану в обхід острова Ява зі сходу через протоку Ломбок (між островами Балі та Ломбок), а завершили його на західному узбережжі півострова Малакка в Пенанзі, який на найближчі кілька років стане базою японського підводного флоту для дій в Індійському океані. Під час цих походів човни потопили вісім цивільних суден.
10 березня 1942-го в підрозділі знову стало три субмарини, оскільки до нього передали I-64 з розформованої 29-ї дивізії підводних човнів. Цей корабель на той час був у поході в Індійському океані, до завершення якого встиг потопити один транспорт.
Не пізніше першої половини квітня 1942-го всі човни 30-ї дивізії полишили Південно-Східну Азію та прибули до Сасебо, а у травні вирушили на Маршаллові острови до атола Кваджелейн (у початковий період війни цю базу активно використовували підводні сили японського флоту). Під час цього переходу І-64 перестрів і потопив американський підводний човен. Інші субмарини дивізії 26 травня (на той час вони вже мали нові найменування — І-165 та І-166) рушили в черговий похід у межах операції проти атола Мідвей. Цього разу їм не вдалось досягнути якихось результатів, а після повернення на Кваджелейн кораблі рушили назад до Японії та 26 червня досягнули Сасебо.
У першій половині липня 1942-го 5-ту ескадру розформували, а 30-ту дивізію передали Флоту південно-західної зони, сформованому після початку війни для контролю захоплених японцями територій у Південно-Східній Азії (сюди ж перевели флагманський човен та плавучу базу колишньої 5-ї ескадри). При цьому не пізніше липня до складу 30-ї дивізії знову ввели третій човен, яким став I-162 (раніше належав до розформованої 28-ї дивізії і в травні — червні так само безрезультатно ходив у похід з Кваджелейна до Гавайських островів). Невдовзі кораблі пройшли до Пенангу (де вже базувалась призначена для дій у Індійському океані 8-ма ескадра підводних човнів, озброєна крейсерськими субмаринами, здатними нести літак або диверсійну мінісубмарину). 
У серпні — листопаді кожен з човнів 30-ї дивізії тричі виходив для бойового патрулювання на західному напрямку, у Бенгальській затоці та Лаккадівському морі. Втім, фактично І-162 здійснив лише два походи, оскільки на третій раз був вимушений майже одразу повернутись на базу з технічних причин. Під час цього раунду бойовий рахунок дивізії поповнився на шість транспортних суден (один з них був радянський лісовоз «Мікоян», помилково потоплений через його прямування уздовж узбережжя британської Індії).
Наприкінці 1942 року японське командування отримало помилкові розвідувальні дані щодо підготовки союзниками десанту на острів Тимор, на тлі яких вирішило перевести 30-ту дивізію до Сурабаї (східна частина острова Ява). У грудні 1942 — лютому 1943 її підводні човни безрезультатно діяли біля західного та північного узбережжя Австралії, здійснивши від одного до трьох походів, по завершенні яких всі вони пройшли на багатомісячний ремонт до Японії.
Першим повернувся до Південно-Східної Азії І-166, який у другій половині літа 1943-го здійснив ще один безрезультатний похід до Австралії. У вересні всі три кораблі дивізії прибули до Пенангу, звідки до березня 1944-го здійснили по 3—4 походи в західному напрямку, внаслідок яких бойовий рахунок дивізії поповнився на три транспортні судна (існують дані, що в цей період 30-та дивізія вже підпорядковувалась 8-й ескадрі).
25 березня 1944-го 30-ту дивізію розформували. І-165 на якийсь час підпорядкували штабу 8-ї ескадри. Цей човен здійснив лише один безрезультатний бойовий похід до Австралії, далі його залучили до спеціальної місії до Нової Гвінеї, після пошкодження в якій корабель відбув до Японії та в підсумку став використовуватись як навчальний. І-162 одразу перевели в Куре до навчальної ескадри підводних човнів, при цьому до кінця року і він, і І-165 опинились у 19-й дивізії. І-166 спершу залучили до якоїсь місії постачання, а влітку 1944-го човен загинув, коли прямував до Сінгапуру для участі у тренуваннях японських есмінців.